# Comănești (Suceava)
Pour les articles homonymes, voir Comănești.
Comănești est une commune du județ de Suceava en Roumanie.